# Volker Prechtel
Volker Prechtel, född 9 augusti 1941 i Hopfen am See, en stadsdel i Füssen, död 7 augusti 1997 i Gröbenzell var en tysk skådespelare. 
Han studerade pedagogik och arbetade många år som lärare. Han höll länge på med amatörteater innan han blev skådespelare på heltid. Med sitt omisskännliga ansikte och  distinkta näsa medverkade han i mer än hundra filmer och TV-avsnitt, mest i biroller. Volker Prechtel sågs också i ett flertal teateruppsättningar. Han blev internationellt känd för sin roll som Malachias i filmen Rosens namn. Volker Prechtel dog i augusti 1997, två dagar före sin 56-årsdag, till följd av cancer.

## Filmografi (filmer som haft svensk premiär)
- 1974 - Kaspar Hauser – var och en för sig och Gud mot alla - Hiltel
- 1975 - Ett ess i ärmen - värdshusvärden
- 1976 - Hjärta av glas
- 1976 - Markisinnan von O... - prästen
- 1979 - Woyzeck - hantverksgesäll
- 1986 - Rosens namn - Malachias